# NGC 4658
NGC 4658 est une galaxie spirale barrée située dans la constellation de la Vierge. Sa vitesse par rapport au fond diffus cosmologique est de 2 738 ± 24 km/s, ce qui correspond à une distance de Hubble de 40,4 ± 2,9 Mpc (∼132 millions d'al). NGC 4658 a été découverte par l'astronome germano-britannique William Herschel en 1786.
La classe de luminosité de NGC 4658 est II-III et elle présente une large raie HI.
À ce jour, 11 mesures non basées sur le décalage vers le rouge (redshift) donnent une distance de 29,482 ± 4,202 Mpc (∼96,2 millions d'al), ce qui est à l'extérieur des valeurs de la distance de Hubble. Notons cependant que c'est avec la valeur moyenne des mesures indépendantes, lorsqu'elles existent, que la base de données NASA/IPAC calcule le diamètre d'une galaxie et qu'en conséquence le diamètre de NGC 4658 pourrait être d'environ 25,1 kpc (∼81 900 al) si on utilisait la distance de Hubble pour le calculer.
Selon Gérard de Vaucouleurs, Antoinette de Vaucouleurs et Harold Corwin, NGC 4658 et NGC 4663 forment une paire de galaxies. NGC 4658 et NGC 4663 sont toutes deux à 132 millions d'années-lumière de la Voie lactée et forment sûrement une paire réelle de galaxies.

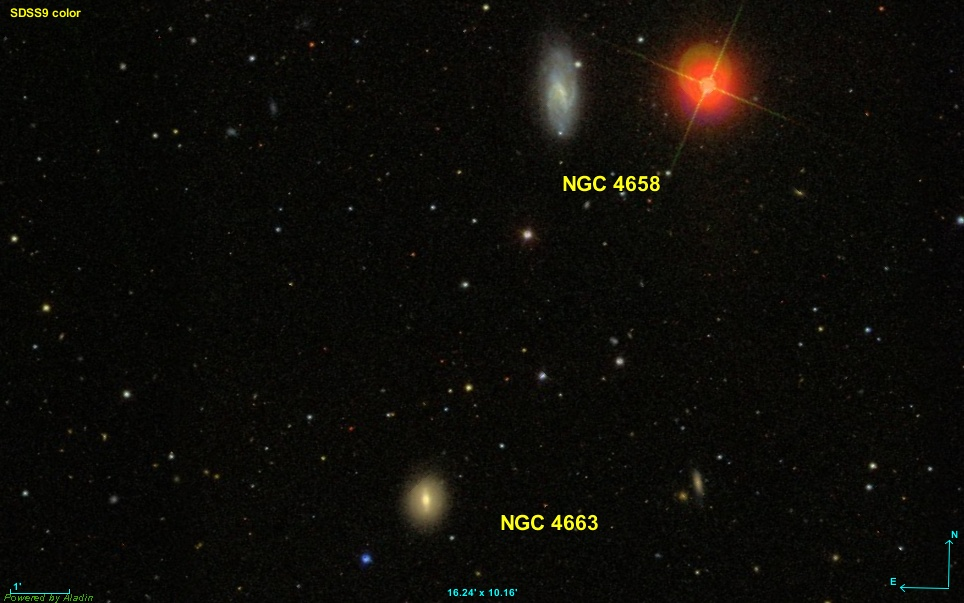
La paire de galaxie NGC 4658 et NGC 4663

## Groupe de NGC 4658
NGC 4658 est membre d'un groupe de galaxies qui porte son nom. Le groupe de NGC 4658 compte au moins six galaxies. Les autres galaxies du groupe sont NGC 4680, NGC 4682, MCG -1-33-32, MCG -2-33-10 et MCG -2-33-20. À cette liste, il faut sans doute ajouter la galaxie NGC 4663, car elle forme une paire de galaxies avec NGC 4658.